# Villavallelonga
Villavallelonga (La Vìlla in dialetto locale) è un comune italiano di 819 abitanti della provincia dell'Aquila in Abruzzo. È incluso nel territorio del parco nazionale d'Abruzzo, Lazio e Molise.

## Geografia fisica

### Territorio
(Loreto Grande)

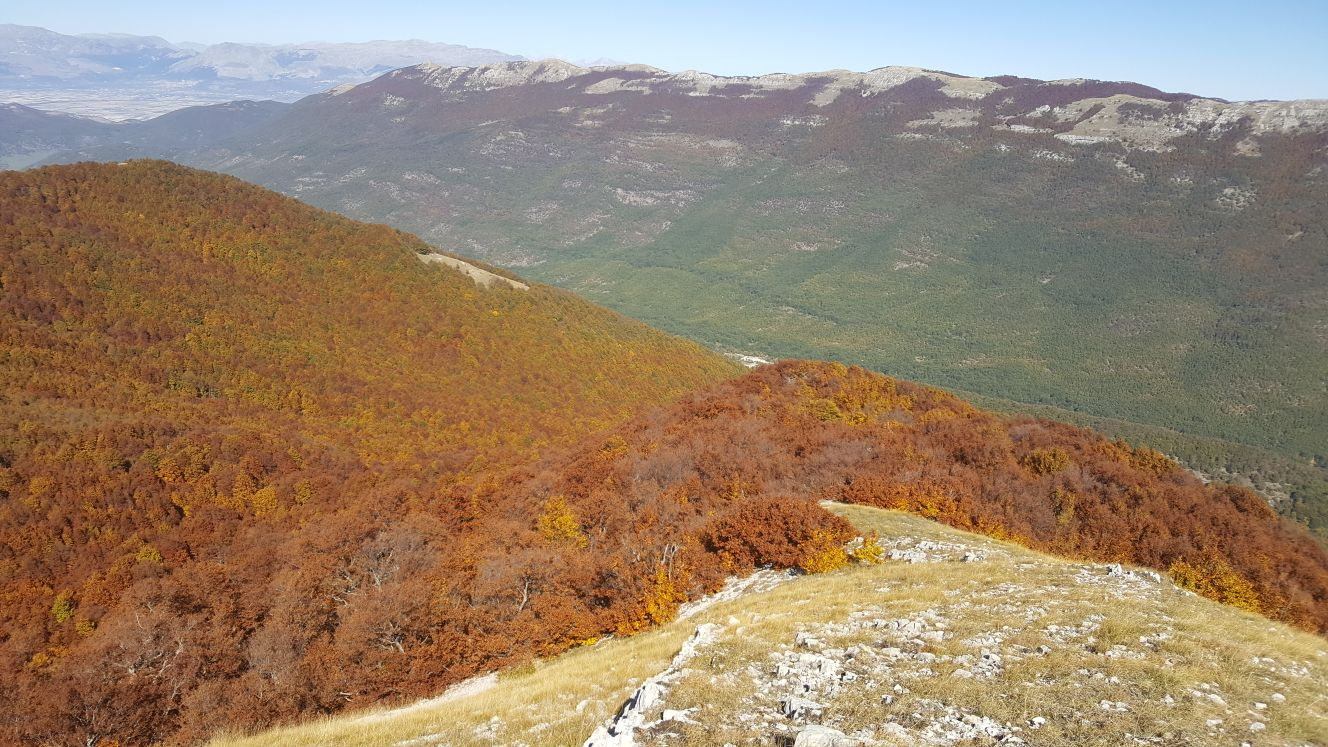
Veduta della Serra Lunga

Il paese è adagiato sul Colle dei Cerri, nel versante meridionale della Vallelonga. La catena montuosa della Serra Lunga lo separa ad ovest dalla valle Roveto, mentre i monti Marsicani a sud est disegnano il confine dell'area del parco nazionale d'Abruzzo, Lazio e Molise con la Marsica fucense. Situato a 1.005 m s.l.m. confina a sud con il territorio comunale di Pescosolido, a nord con Collelongo e la valle di Amplero, ad est con la località montana La Guardia di Lecce nei Marsi, ad ovest con Balsorano. Il valico dell'Aceretta mette in comunicazione i territori montani di Villavallelonga e Pescasseroli.

## Storia

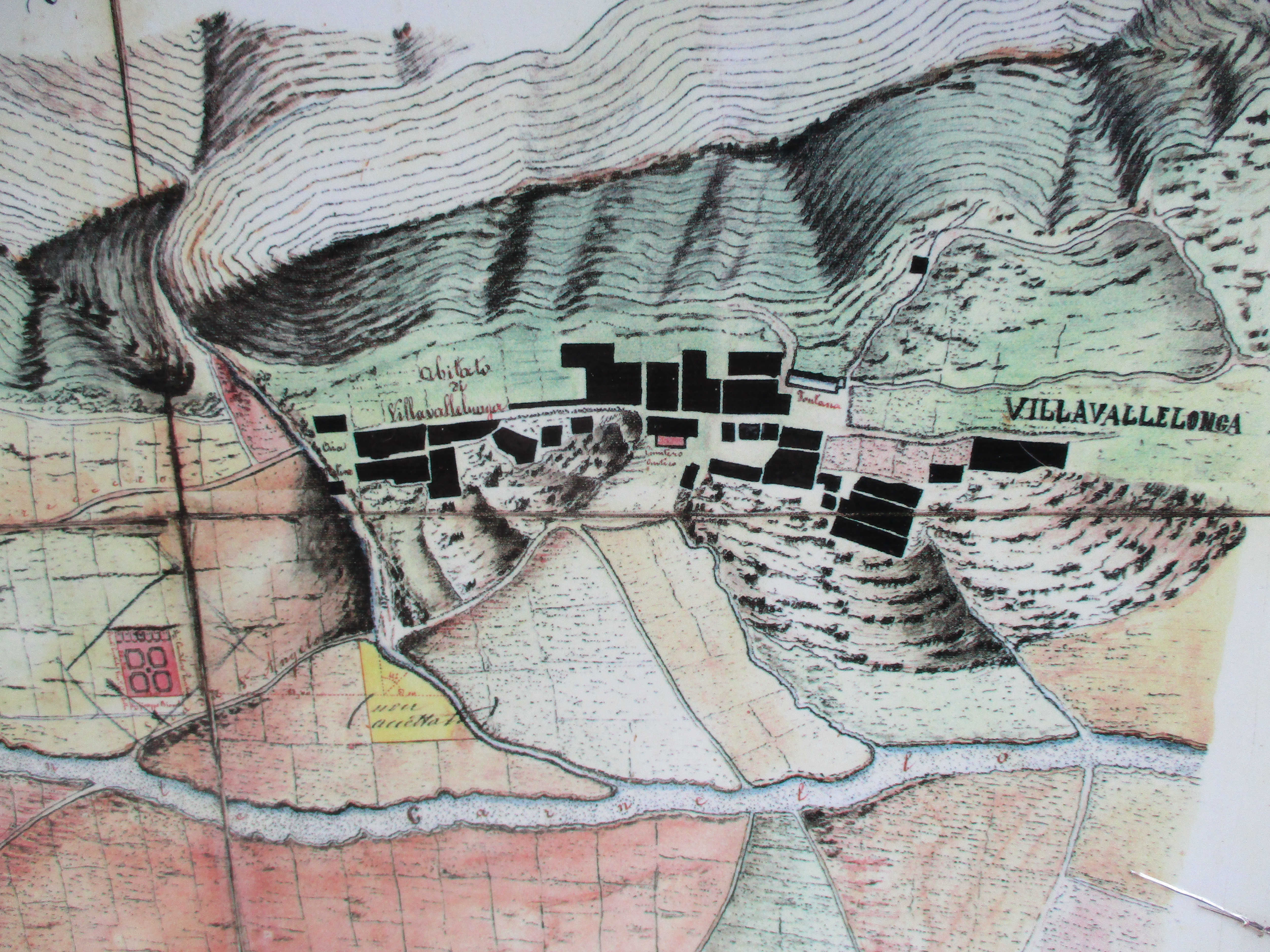
Carta topografica di Villavallelonga del 1877

Secondo alcune testimonianze archeologiche i primi abitatori del territorio di Villavalleonga sarebbero stati alcuni pastori che giunti intorno al 1600 a.C. entrarono a far parte del popolo italico dei Marsi.
Da alcuni rinvenimenti, frutto di ricerche e scavi effettuati nella zona della valle di Amplero e lungo le falde di San Castro, si è potuto stabilire che il territorio fece parte del municipium di Lucus Angitiae (noto nell'Alto Medioevo con il nome di Anxa), unitamente ai centri di Collelongo, Luco dei Marsi e Trasacco. Tombe funerarie, terrazzamenti, resti di costruzioni e di strade antiche, nonché stele e sculture rinvenute da alcuni studiosi dell'università di Pisa risalirebbero al I secolo d.C. e farebbero parte di alcune fortificazioni marse, come l'ocre situato nei pressi dell'Aceretta, poste a difesa del confine con i Volsci.
Il borgo veniva chiamato durante il Medioevo Rocca di Cerro (da non confondere con Roccacerro) o anche Rocca d'Acero dal nome dell'antico incastellamento in cui si trovava la chiesa scomparsa dell'XI secolo. Nel 1468 si separa dal governo di Collelongo acquisendo il nome di Villa Collelongo.
Il paese ha acquisito successivamente il nome contemporaneo che richiama la sua posizione geografica, in quanto costruita sulle pendici del monte Quaresima nella Vallelonga. Il centro urbano originario si sviluppò intorno all'anno mille. Fu feudo dei conti dei Marsi nel XII secolo, dei Piccolomini conti di Celano nel XVI secolo, dei duchi di Belforte, patrizi romani, sino al 1720, infine dei duchi Pignatelli.
Nel 1873 una parte dei suoi rilievi, e segnatamente le montagne ex-feudali di proprietà privata denominate Pratillo, Fossetta e Macchiatavana, comprese nell'area della Serra Lunga, formarono il primo nucleo della riserva reale Alta Val di Sangro, antesignana storica e geografica del parco nazionale d'Abruzzo, Lazio e Molise.
Il brigantaggio è stato al centro delle vicende storiche del territorio prima e dopo l'Unità d'Italia.
Il terremoto della Marsica del 1915 segnò profondamente il paese distruggendo il nucleo urbano primordiale e causando un alto numero di morti, come avvenne in tutta l'area fucense-rovetana. A Villavallelonga si contarono circa 70 vittime e 200 feriti.
Successivamente all'inaugurazione del parco nazionale avvenuta ufficialmente nel settembre del 1922, Villavallelonga fu tra gli enti fondatori della Condotta forestale marsicana, prima condotta del genere in Italia, costituita nell'ottobre del 1922, di cui fu artefice e primo presidente Erminio Sipari.

## Monumenti e luoghi d'interesse

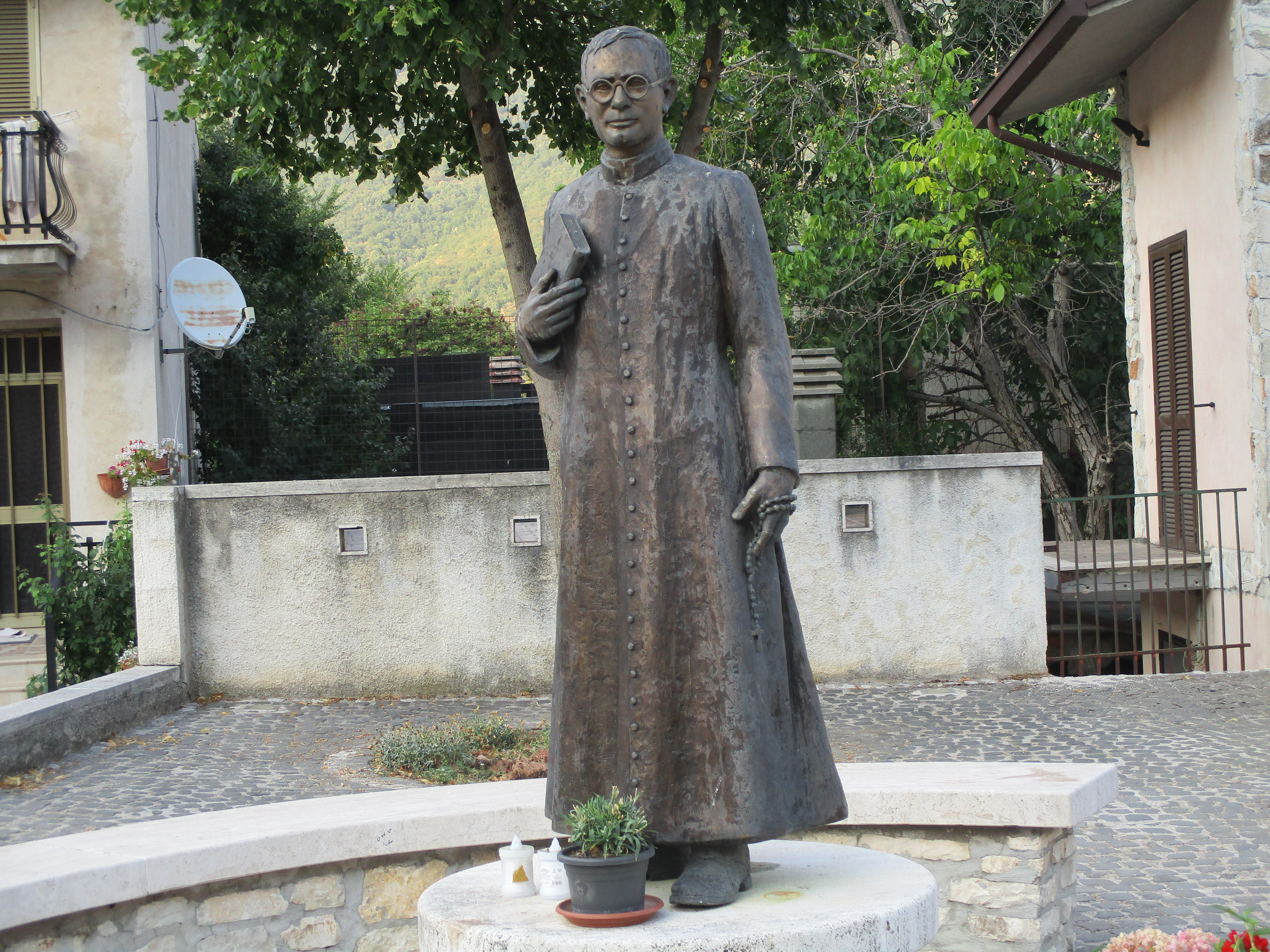
Statua bronzea di don Gaetano Tantalo a Villavallelonga

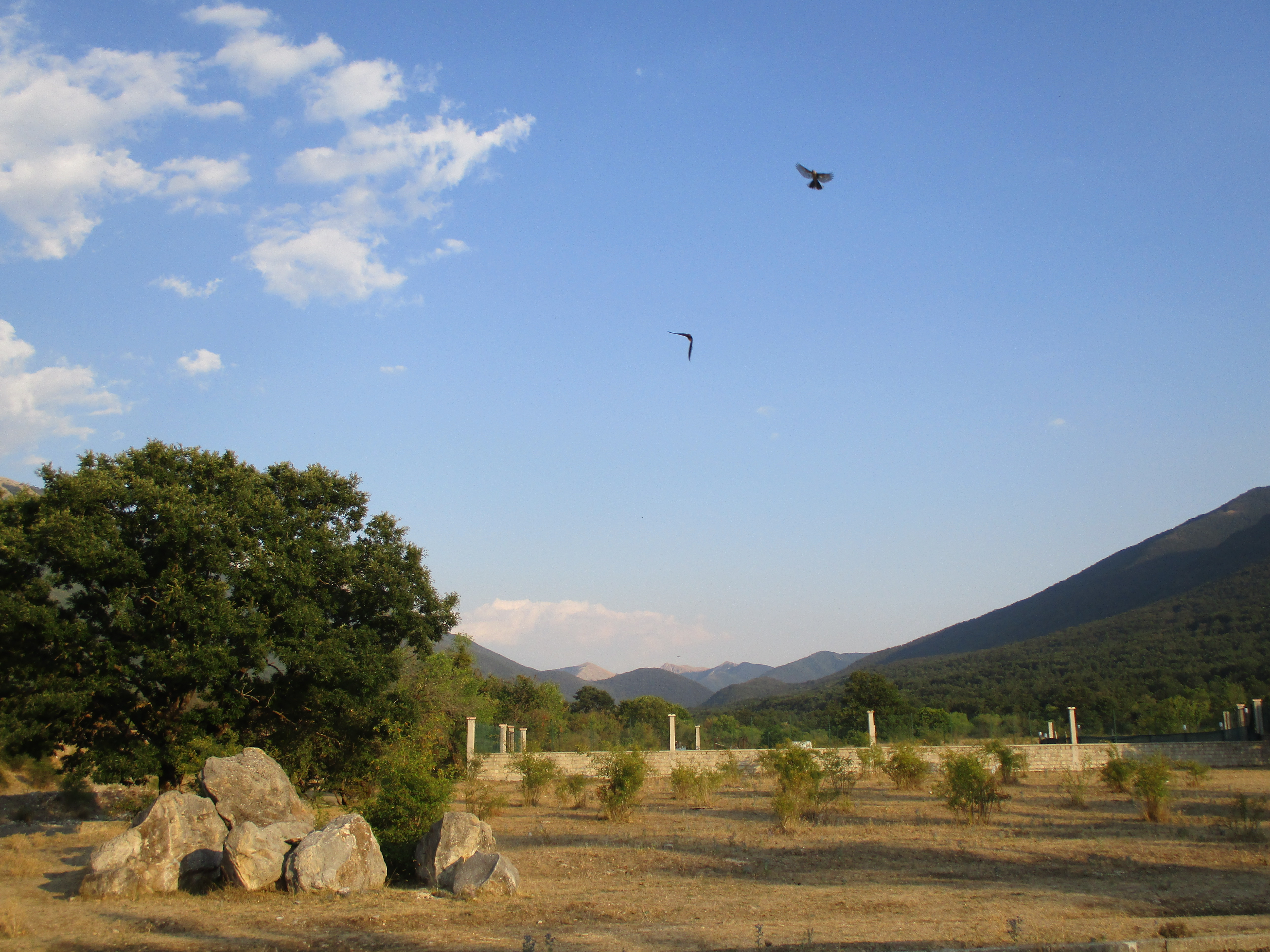
Veduta verso l'Aceretta e i prati d'Angro

### Architetture religiose
- Chiesa di San Leucio e Nicola.
- Chiesa della Madonna delle Grazie, custodisce le reliquie di don Gaetano Tantalo.
- Chiesa di San Leucio.
- Chiesa della Madonna della Lanna.
- Chiesetta degli Alpini[13].

### Siti archeologici
Le tracce dei vici italici e di epoca romana si trovano in località Aceretta-Prati d'Angro, il cui toponimo medievale era Angre, e nelle zone di San Leucio, Castelluccio, Ricanale-Morge dei Monaci e San Totaro. Tracce delle necropoli sono emerse dalle località di Morge dei Monaci e Cona Rovara a ridosso dell'area montuosa denominata La Difesa.

### Aree naturali
Faggeta vetusta della val CervaraÈ stata riconosciuta nel 2017 patrimonio dell'UNESCO, unitamente ad altre faggete italiane ed europee. I boschi di faggio, situati nella val Cervara, ricadono nell'area protetta del parco nazionale d'Abruzzo, Lazio e Molise. Sono classificati tra le più importanti foreste vetuste dell'emisfero boreale. Analisi e studi, portati avanti dall'Università della Tuscia di Viterbo, hanno permesso di classificare la val Cervara come una delle faggete più antiche d'Europa con alcuni faggi che superano i 560 anni di età. L'area è popolata da animali protetti come l'orso bruno marsicano, il lupo appenninico, il camoscio.
AcerettaValico montano situato tra i prati d'Angro e i rilievi di Pescasseroli, nell'area protetta del parco nazionale d'Abruzzo, Lazio e Molise. Non distante si trova il vallone del Tasseto dove è collocata l'omonima piccola grotta.
Via dei MarsiAntico sentiero preromano che collega la Marsica fucense con l'area del parco nazionale d'Abruzzo, Lazio e Molise.
- Serra Lunga, monte Breccioso e fonte Tricaglio[21].

## Società

### Evoluzione demografica
Abitanti censiti

### Tradizioni e folclore

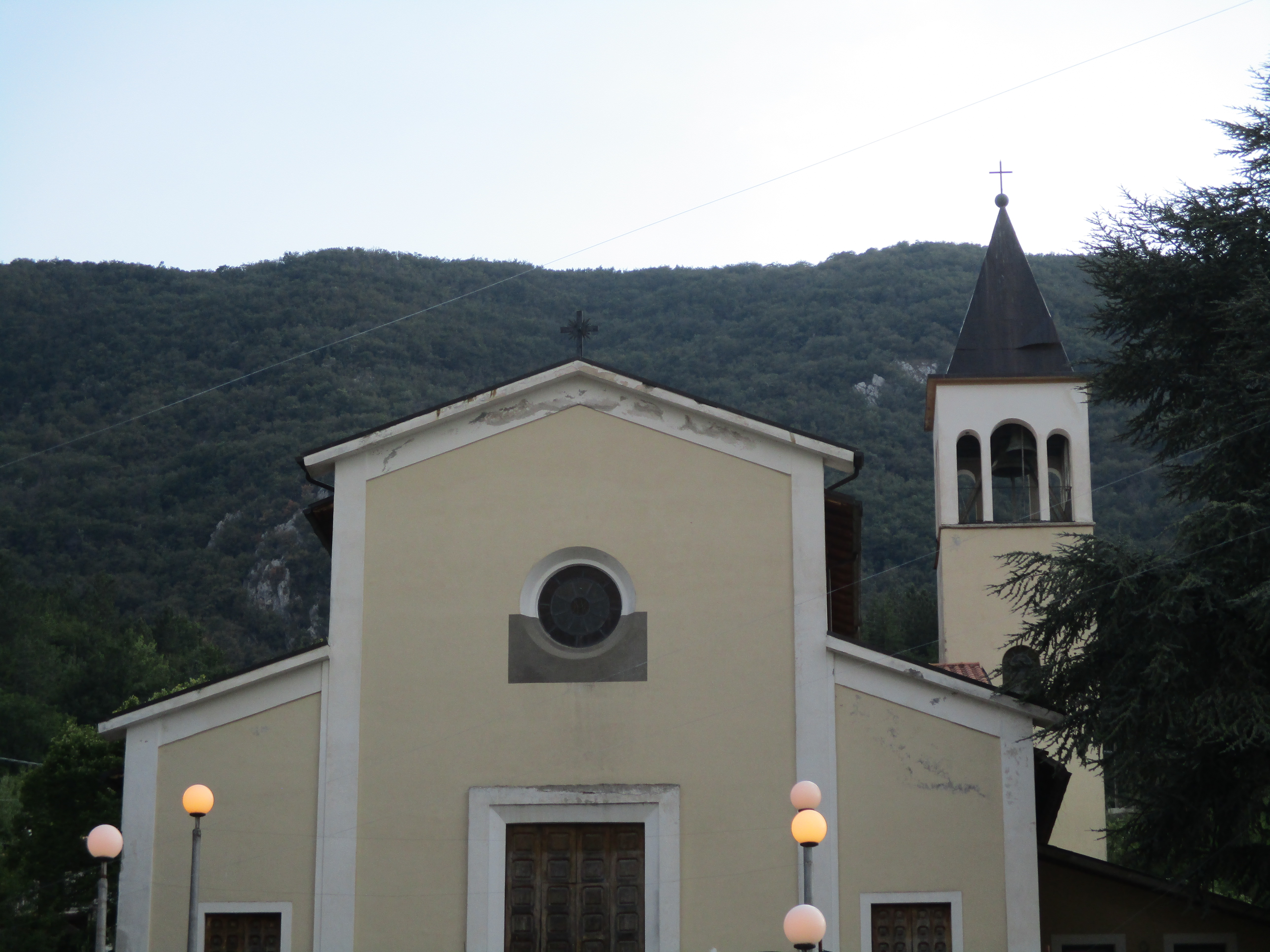
Chiesa dei santi Leucio e Nicola

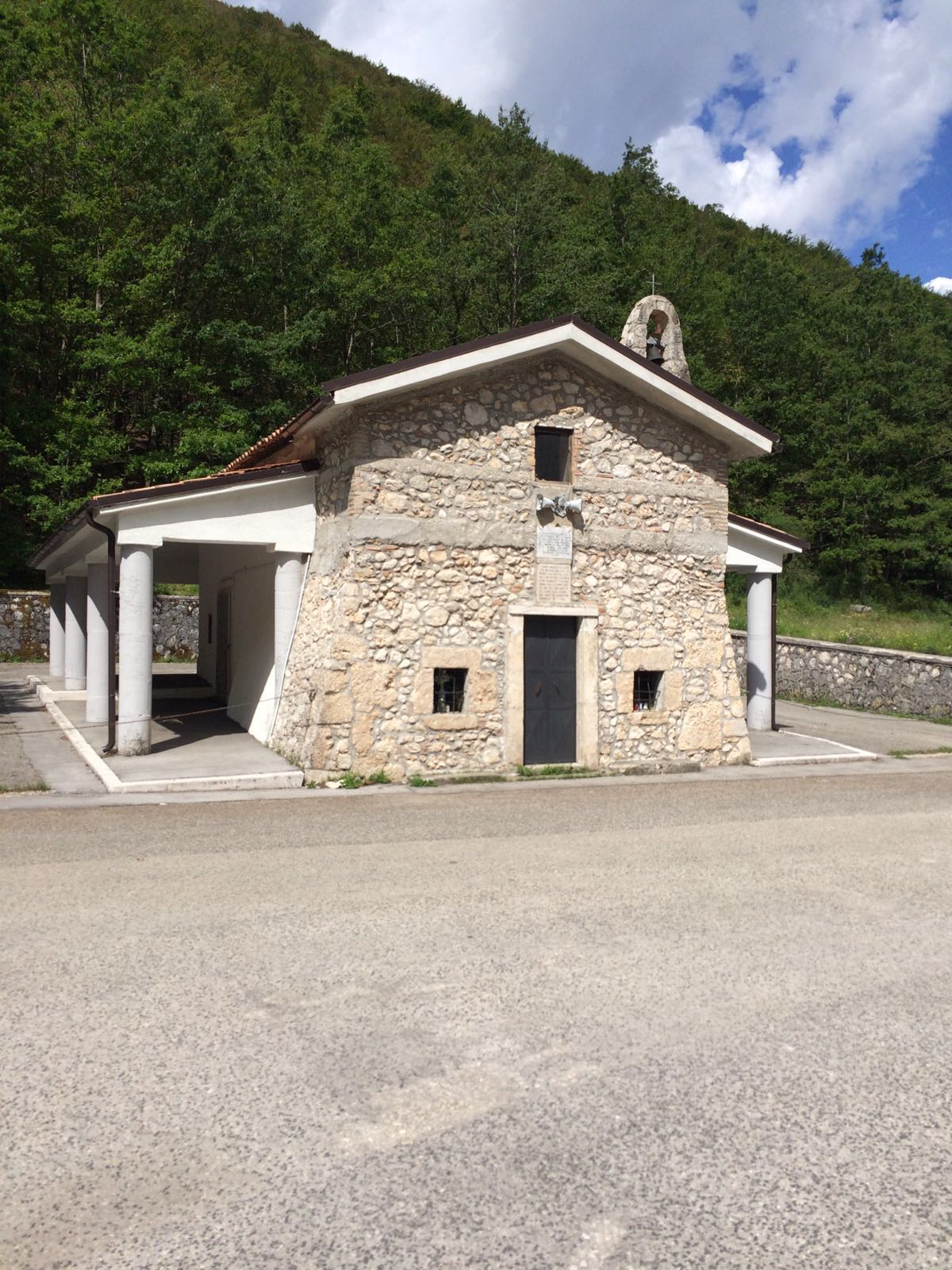
Chiesa della Madonna della Lanna

- 17 gennaio: in occasione della festa di sant'Antonio abate si celebra l'antico rito della Panarda[23].
- 2 settembre: festa patronale in forma solenne in onore di san Leucio. Un antico rito prevede la distribuzione dei frascareje, piccoli granelli di pasta fatta in casa[24].

## Cultura

### Patrimoni dell'umanità dell'UNESCO
Nel 2017 i cinque nuclei di faggete vetuste ricadenti in una superficie di oltre 1000 ettari inclusa tra i comuni di Lecce nei Marsi (Selva Moricento), Opi (Cacciagrande e Valle Jancino in Val Fondillo), Pescasseroli (Coppo del Principe e Coppo del Morto) e Villavallelonga (Val Cervara), in parte databili intorno ai 560 anni, sono stati dichiarati patrimonio mondiale dell'umanità nel contesto delle foreste primordiali dei faggi dei Carpazi e di altre regioni d'Europa. Si tratta del primo riconoscimento UNESCO per l'intera regione abruzzese.

### Archivi e biblioteche
Fondazione "Loreto Grande"Fondata nel 2008 la fondazione è intitolata al botanico e naturalista Loreto Grande, originario di Villavallelonga. Iniziative culturali di ogni genere vengono ospitate nella sala polivalente. La sede è dotata di una biblioteca con archivio video-fotografico e cartoteca d'interesse storico, artistico e scientifico.

### Musei
Museo Loreto GrandeIl museo, inizialmente ospitato all'interno del centro visite del parco nazionale e intitolato all'orso bruno marsicano, è dedicato dal 15 agosto 2021 al botanico e naturalista Loreto Grande. Lo spazio museale, rivisitato dal comune di Villavallelonga e ampliato con arredi realizzati attraverso l'utilizzo di materiali ecosostenibili, è rivolto alla storia, alle tradizioni locali e alla natura.
- Museo Gaetano Tantalo, inaugurato il 27 agosto 2023[28].

## Infrastrutture e trasporti

### Strade
La strada provinciale n. 19 Ultrafucense collega il paese con il comune limitrofo di Collelongo.

## Amministrazione
Sul sito del Ministero dell'interno sono disponibili i dati di tutte le elezioni amministrative di Villavallelonga dal 1985 ad oggi.
| Periodo          | Periodo          | Primo cittadino     | Partito                          | Carica  | Note |
| ---------------- | ---------------- | ------------------- | -------------------------------- | ------- | ---- |
| 21 novembre 1993 | 15 novembre 1997 | Maria Pia Salsini   | PSI                              | Sindaco |      |
| 16 novembre 1997 | 26 maggio 2002   | Pasquale Lippa      | Lista civica                     | Sindaco |      |
| 27 maggio 2002   | 27 maggio 2007   | Lucia Ferrari       | Lista civica                     | Sindaco |      |
| 28 maggio 2007   | 6 giugno 2012    | Martorano Di Cesare | Lista civica                     | Sindaco |      |
| 7 giugno 2012    | 10 giugno 2017   | Leonardo Lippa      | Lista civica Per Villavallelonga | Sindaco |      |
| 11 giugno 2017   | 12 giugno 2022   | Leonardo Lippa      | Lista civica Per Villavallelonga | Sindaco |      |
| 13 giugno 2022   | in carica        | Leonardo Lippa      | Lista civica Per Villavallelonga | Sindaco |      |

## Sport

### Calcio
La A.S.D. Vallelonga, nata dalla fusione tra la Folgore Collelongo e il Villavallelonga Calcio, milita nei tornei dilettantistici abruzzesi.
La società calcistica del Villavallelonga è stata rifondata nel 2015; i colori sociali sono il verde e il nero.